# Zenodorus rhodopae
Zenodorus rhodopae är en spindelart som beskrevs av Henry Roughton Hogg 1915. Zenodorus rhodopae ingår i släktet Zenodorus och familjen hoppspindlar. Inga underarter finns listade i Catalogue of Life.